# Chris Brann
Chris Brann is een Amerikaanse deephouseproducer uit Atlanta. Zijn bekendste werk is de song King Of My Castle (1997; remix werd in 1999 een wereldhit), die hij maakte onder de naam Wamdue Project. Hij bracht ook albums uit onder de namen P'Taah en The Ananda Project.

## Biografie
Brann begon als producer in 1994 met zijn vrienden DJ Deep C (Chris Clarke) and Udoh (Chris Udoh) te produceren als Wamdue Kids. Onder die naam brachten ze enkele singles uit en verscheen het album These Branching Moments. Ook verscheen Wamdue Works, dat tracks van eerdere singles verzamelde. In 1996 begon Brann als Wamdue Project voor zichzelf met het album Resource Toolbook Volume One'. Opvolger Program Yourself (1998) bevatte het nummer King Of My Castle, dat door zangeres Gaelle Adisson werd ingezongen. King Of My Castle groeide door een remix van Roy Malone uit tot een nieuwe houseversie die op het label Strictly Rhythm werd uitgebracht. Het nummer werd een wereldhit.
Brann zette Wamdue Project na 1999 in de ijskast en richtte zich op nieuwe projecten. Daarvan waren P'Taah en The Ananda Project de bekendste. Van beide projecten verschenen meerdere albums. In 2008 werd een nieuwe versie van King Of My Castle een hit. Deze keer was de remix gedaan door Rowald Steyn, al was deze gebaseerd op de versie van Roy Malone.
In 2024 bracht Kris Kross Amsterdam samen met INNA en Jordy Huisman een mesh-up uit van King Of My Castle uit onder de titel Queen Of My Castle waarin vleugjes van Blue (Da ba dee) van Eiffel 65 en 2 Times van Ann Lee zijn gecombineerd met King Of My Castle als basis.

## Discografie

### Hitnoteringen
| Single met eventuele hitnotering(en) in de Nederlandse Top 40 | Datum van verschijnen | Datum van binnenkomst | Hoogste positie | Aantal weken | Opmerkingen                                     |
| ------------------------------------------------------------- | --------------------- | --------------------- | --------------- | ------------ | ----------------------------------------------- |
| King Of My Castle                                             | 1999                  | 22-05-1999            | 2               | 13           | remix door Roy Malone / Dancesmash op Radio 538 |
| King Of My Castle 2009                                        | 2008                  | 1-11-2008             | 14              | 11           | remix door Rowald Steyn                         |

| Single met hitnotering(en) in de Vlaamse Ultratop 50 | Datum van verschijnen | Datum van binnenkomst | Hoogste positie | Aantal weken | Opmerkingen             |
| ---------------------------------------------------- | --------------------- | --------------------- | --------------- | ------------ | ----------------------- |
| King Of My Castle                                    | 1998                  | 23-01-1999            | 5               | 14           |                         |
| King Of My Castle 2009                               | 2008                  | 24-01-2009            | 10              | 9            | remix door Rowald Steyn |
| You're The Reason                                    | 1999                  | 25-09-1999            | Tip 3           | -            |                         |

### Albums
- Wamdue Kids - These Branching Moments (1996)
- Wamdue Kids - Wamdue Works (1996)
- Wamdue Project - Resource Toolbook Volume One (1996)
- Deep Fall (1997)
- Wamdue Project - Program Yourself (1998)
- Wamdue Project - Compendium (1999)
- P'Taah - Compressed Light (1999)
- The Ananda Project - Release (2000)
- No Room For Form - Volume 01 (2001)
- The Ananda Project - Re-Release (2001)
- P'Taah - Decompressed (2001)
- The Ananda Project - Morning Light (2003)
- P'Taah - Staring At The Sun (2003)
- The Ananda Project - Relight (2004)
- The Ananda Project - Fire Flower (2007)
- Perfumed Silence (2011)
- Unspoken (2012)
- The Ananda Project - Beautiful Searching (2013)